# Мајер (Врбовско)
Мајер (хрв. Majer) је насељено место у граду Врбовско, Приморско-горанска жупанија, Хрватска.

## Историја
До територијалне реорганизације у Хрватској био је у саставу старе општине Врбовско. Као самостално насеље Мајер постоји од пописа из 2001. Настала је издвајањем дела насеља Гомирје.

## Становништво
У попису становништва из 2011. године, Мајер је имао 16 становника.
| Број становника према пописима | Број становника према пописима | Број становника према пописима | Број становника према пописима | Број становника према пописима | Број становника према пописима | Број становника према пописима | Број становника према пописима | Број становника према пописима | Број становника према пописима | Број становника према пописима | Број становника према пописима | Број становника према пописима | Број становника према пописима | Број становника према пописима | Број становника према пописима |
| ------------------------------ | ------------------------------ | ------------------------------ | ------------------------------ | ------------------------------ | ------------------------------ | ------------------------------ | ------------------------------ | ------------------------------ | ------------------------------ | ------------------------------ | ------------------------------ | ------------------------------ | ------------------------------ | ------------------------------ | ------------------------------ |
| 1857                           | 1869                           | 1880                           | 1890                           | 1900                           | 1910                           | 1921                           | 1931                           | 1948                           | 1953                           | 1961                           | 1971                           | 1981                           | 1991                           | 2001                           | 2011                           |
| 0                              | 0                              | 0                              | 51                             | 51                             | 41                             | 35                             | 46                             | 43                             | 39                             | 39                             | 31                             | 0                              | 0                              | 21                             | 16                             |

Напомена: Године 2001. настала издвајањем из насеља Гомирје. Од 1857. до 1880. и 1981. и 1991. подаци су садржани у насељу Гомирје.